# Charles Frederick William Mielatz
Charles Frederick William Mielatz (né Karl Friedrich Wilhelm Mielatz à Breddin en 1864 et mort à New York en 1919) est un graveur, lithographe, peintre et éducateur américain d'origine prussien.
Il se distingue comme graveur de premier plan pour les sujets architecturaux aux États-Unis et a fait partie du New York Etching Club, le premier club d'aquafortistes du pays.

## Biographie
Fils de Wilhelmina (née Wolff) et Carl Mielatz, Charles Frederick William Mielatz naît à Breddin, dans la province de Brandebourg (royaume de Prusse ; actuellement dans le nord de l'Allemagne), le 24 mai 1864,.
À l'âge de 6 ans, il déménage avec sa famille aux États-Unis. Il étudie le dessin à la Chicago School of Design and Painting, sous la direction du peintre franco-américain Frederick Rondel,,.
Au début des années 1880, Mielatz s'installe à New York, où il épouse le 25 février 1903 Mielatz épouse Mary Stuart McKinney,.

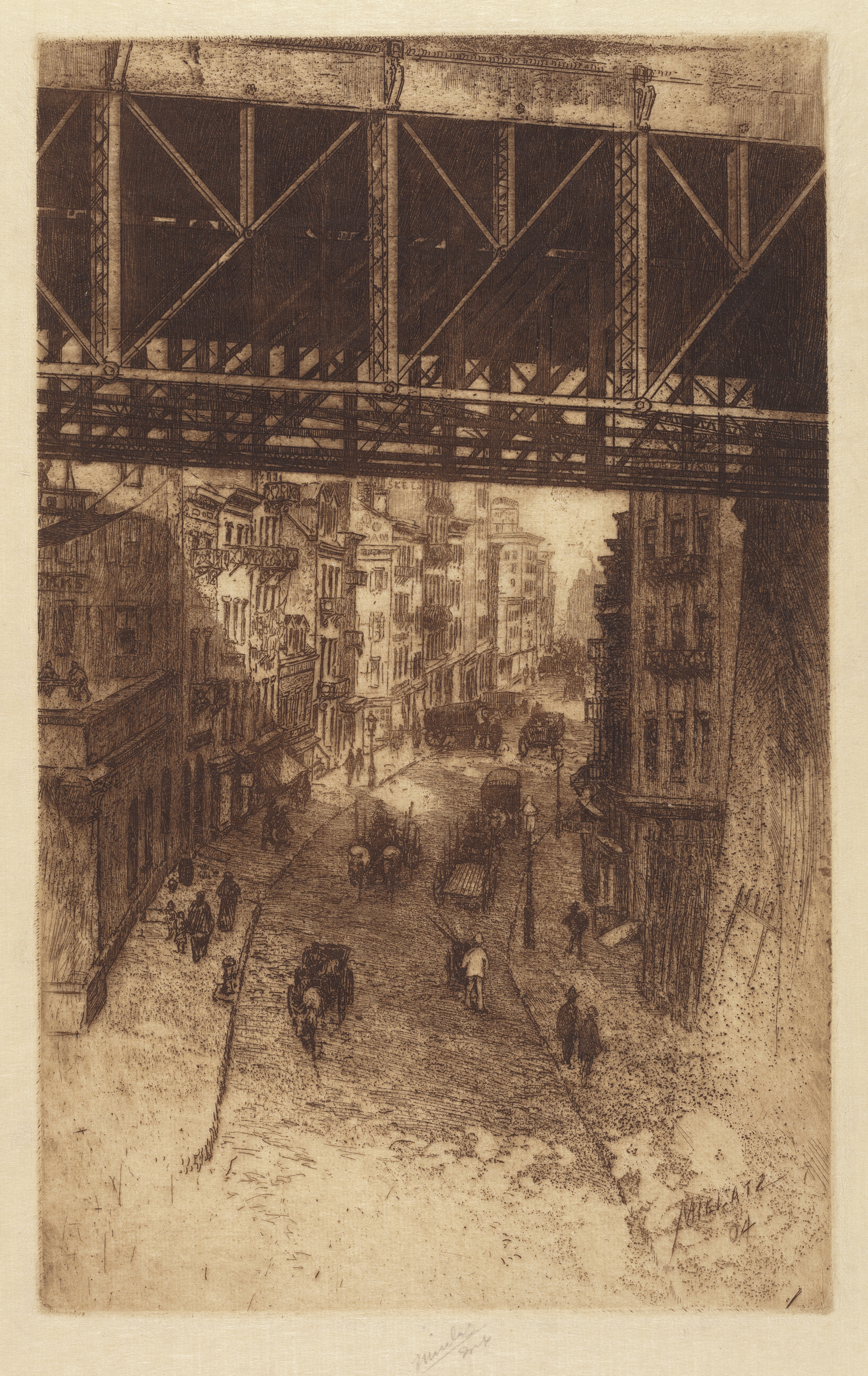
Cherry Street
(1904, National Gallery of Art).

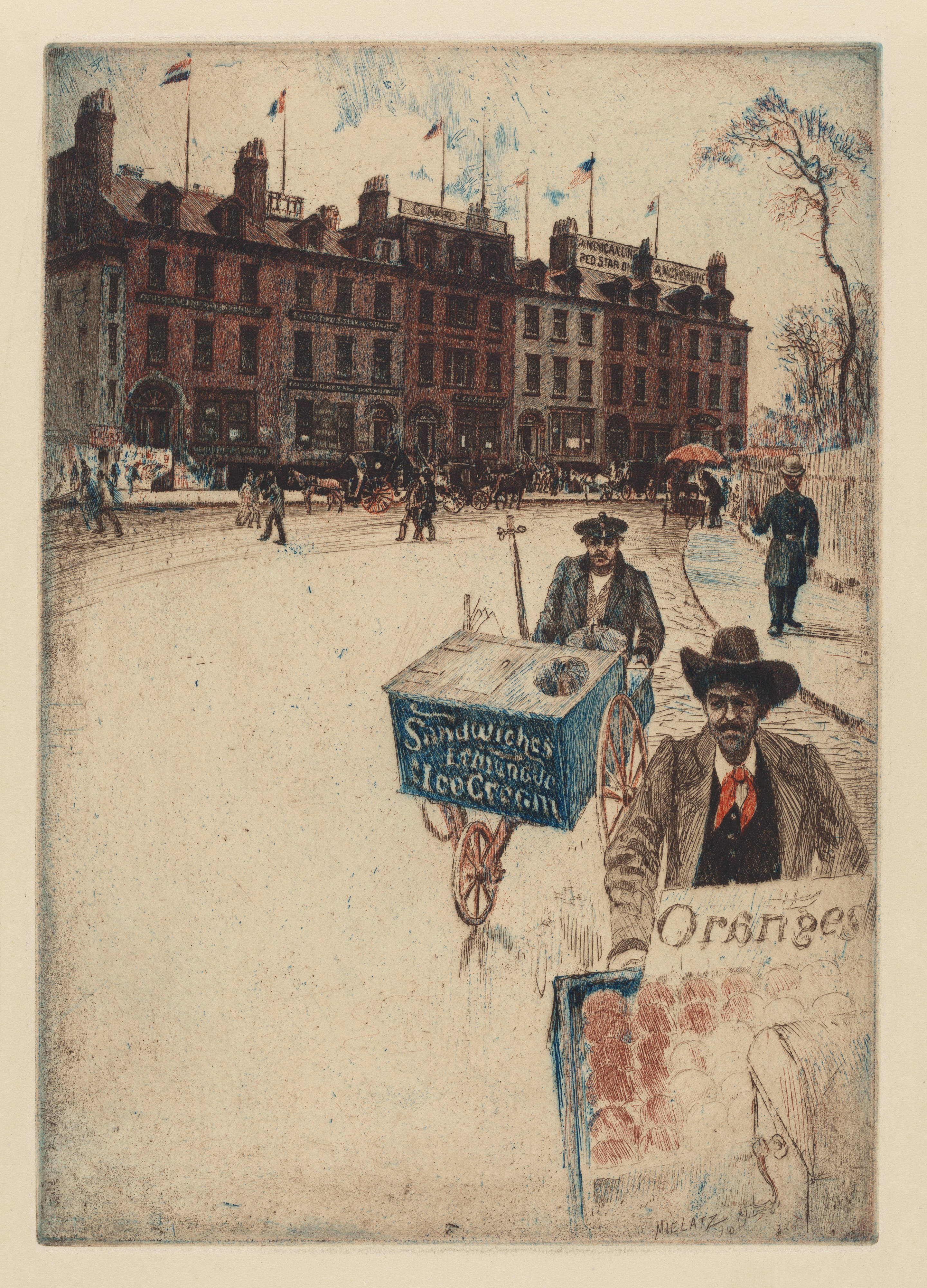
Bowling Green
(1910, National Gallery of Art).

Il réalise sa première eau-forte en 1883 puis se spécialise dans ce médium. En 1904, il devient l'un des premiers professeurs de gravure à l'Académie américaine des beaux-arts de New York,, où il a notamment comme élèves Anne Goldthwaite, et Elizabeth Colborne.
Aquafortiste actif à New York et Newport (Rhode Island), Mielatz devient membre du New York Etching Club et de la Brooklyn Society of Etchers, ainsi que membre associé de l'Académie américaine des beaux-arts à partir de 1906,. Il se distingue comme graveur de premier plan pour les sujets architecturaux aux États-Unis, comme dans Cherry Street (1904) où dans Bowling Green (1910), où son sujet, apparemment le portrait d'un vendeur de glaces, n'est pas plus mis en avant que les bâtiments en arrière-plan,. Il a aussi publié douze Views of the City of New York (vues de New York),.
Mielatz est aussi lithographe et peintre, et est membre de l'American Watercolor Society,,,.
Il est jury pour l'Exposition universelle de 1904 et a reçu plusieurs prix,,.
Charles Frederick William Mielatz meurt à New York le 2 juillet 1919.

## Conservation des œuvres
Les œuvres de Charles Frederick William Mielatz sont notamment conservées dans les collections des musées suivants :
- États-Unis :
  - Art Institute of Chicago, Chicago[13]
  - Metropolitan Museum of Art, New York[14]
  - Minneapolis Institute of Art, Minneapolis[15]
  - Musées des Beaux-Arts de San Francisco, San Francisco[16]
  - National Gallery of Art, Washington[9]
  - New York Public Library, New York[9]
  - Parrish Art Museum, comté de Suffolk (New York)[9]
  - Pennsylvania Academy of the Fine Arts, Philadelphie[17]
  - Smithsonian American Art Museum, Washington[18]
- Royaume-Uni :
  - British Museum, Londres[19]